# 야권전선

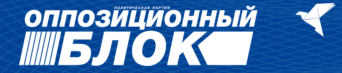

야권전선(우크라이나어: Опозиційний блок)은 우크라이나의 정당으로, 2014년 유로마이단을 반대한 6개 정당의 합당으로 창당되었다. 다만 법적으로는 무명의 정당인 선두부대를 개명한 것으로 되어 있다.
2014년 총선에서 29석을 획득했으며, 특히 드니프로페트로우스크주, 도네츠크주, 자포리자주, 루한스크주, 하르키우주에서 압승했다. 미국의 로비스트인 폴 매너포트가 이 당의 자문관으로 활동했다. 우크라이나 내부에서는 이 당이 지금은 사실상 해산된 지역당의 후신으로 여겨지는 경향이 있다.
대선을 앞둔 2019년 1월, 당의 양대 계파가 독자적으로 후보를 냈다. 유리 보이코 후보는 인생을 위한 야권연단과의 단일후보가 되었고, 올렉산드르 빌쿨은 야권전선-평화개발당의 후보가 되었다. 총선에서도 양측이 독자행보를 보였으며, 특히 언급된 후자인 야권전선-평화개발당은 아예 이 당과 동명으로 개명했다.

## 같이 보기
- 지역당
- 우크라이나의 정치